# De Onderneming (Wissenkerke)
De Onderneming is een korenmolen aan de Ooststraat in Wissenkerke en is van verre al te zien.
Het is een stellingmolen die in 1860 is gebouwd. De kap is gedekt met dakleer, de molen heeft een vlucht van 21,70 meter. De molen is maalvaardig, en wordt nog gebruikt om op windkracht graan te malen.
Van de stellingschoren zijn er enkele weggehaald om ervoor te zorgen dat de achter de molen liggende schuur bereikbaar is voor vrachtwagens.
De Korenbloem ·
Landzigt ·
Nooit Gedacht (De Nieuwe Molen) ·
De Onderneming ·
De Oude Molen